# Euonymus
Euonymus (Evonymus), numit popular salbă, este un gen de arbuști sau arbori repenți sau erecți din familia celastracee (Celastraceae) cu lujeri adesea verzi, adeseori muchiați (în 4 muchii) și frunze opuse, mai rar alterne (Euonymus nana), sau verticilate, pețiolate, căzătoare sau persistente (Euonymus fortunei), cu stipele mici, caduce. Flori 4 sau 5-mere, în cime (dihazii) axilare. Fructul este o capsulă lobată cu 4-5 loji, uneori aripată. Fiecare lojă cu 1-2 semințe învelite de un aril cărnos, de obicei portocaliu, funiculul lung.
Genul cuprinde circa 130 de specii răspândite pe întreg globul pamântesc în zonele cu climat temperat și cald. În flora României 6 specii spontane și ornamentale, exotice: Euonymus europaeus (salbă moale europeană, salbă moale), Euonymus fortunei var. radicans  (salbă târâtoare), Euonymus japonicus (salbă japoneză), Euonymus latifolius (salbă moale cu frunză lată), Euonymus nanus (salbă pitică, voiniceriu pitic, voinice pitic), Euonymus verrucosa (salbă râioasă, lemn râios). În flora Republicii Moldova 3 specii:  Euonymus europaea (salbă moale europeană),  Euonymus nana (voinice pitic),  Euonymus verrucosus (lemn râios).
Nume Euonymus a fost folosit de Plinius, și este derivat din cuvintele grecești eu (ev) = bun, și onyma sau onoma = nume, adică plantă cu nume bun, folosit în sens ironic, deoarece toate părțile plantei au un miros neplăcut, iar fructul are efecte dăunătoare.

## Diversitate
Speciile includ:
- Euonymus acanthocarpus
- Euonymus acuminifolius
- Euonymus alatus
- Euonymus americanus
- Euonymus angulatus
- Euonymus assamicus
- Euonymus atropurpureus
- Euonymus bungeanus
- Euonymus castaneifolius
- Euonymus cochinchinensis
- Euonymus carnosus
- Euonymus cornutus
- Euonymus dichotomus
- Euonymus echinatus
- Euonymus europaeus
- Euonymus fimbriatus
- Euonymus fortunei
- Euonymus frigidus
- Euonymus glandulosus
- Euonymus grandiflorus
- Euonymus hamiltonianus
- Euonymus japonicus
- Euonymus javanicus
- Euonymus kiautschovicus
- Euonymus kwangtungensis
- Euonymus lanceifolia
- Euonymus latifolius
- Euonymus melananthus
- Euonymus mengtzeanus
- Euonymus morrisonensis
- Euonymus myrianthus
- Euonymus nanoides
- Euonymus nanus
- Euonymus nitidus
- Euonymus obovatus
- Euonymus occidentalis
- Euonymus oxyphyllus
- Euonymus pallidifolius
- Euonymus paniculatus
- Euonymus pauciflorus

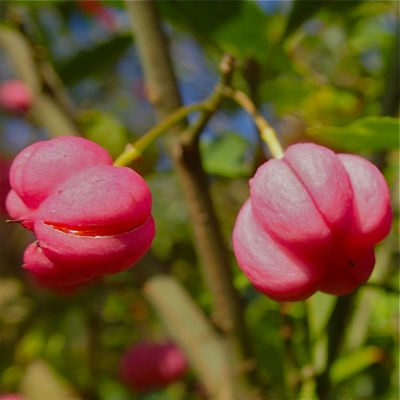
Fructul salbei moi europene (Euonymus europaeus) este o capsulă lobată de 1-1,5 cm, cu 4 lobi obtuzi, de culoare roșie carmin sau roză, deschizându-se la maturitate prin 4 valve. Fiecare lob conține o sămânță albicioasă învelită complet de un aril cărnos, portocaliu.

- Euonymus pendulus (syn. E. lucidus)
- Euonymus phellomanus
- Euonymus pittosporoides
- Euonymus planipes
- Euonymus prismatomerioides
- Euonymus pseudovagans
- Euonymus sachalinensis
- Euonymus sanguineus
- Euonymus schensianus
- Euonymus semenovii
- Euonymus serratifolius
- Euonymus tenuiserrata
- Euonymus thwaitesii
- Euonymus velutinus
- Euonymus verrucocarpa
- Euonymus verrucosoides
- Euonymus verrucosus
- Euonymus walkeri
- Euonymus wui